# New York City Waterfalls
 (janvier 2021).
 (janvier 2021).
Le contenu est difficilement compréhensible vu les erreurs de traduction, qui sont peut-être dues à l'utilisation d'un logiciel de traduction automatique.

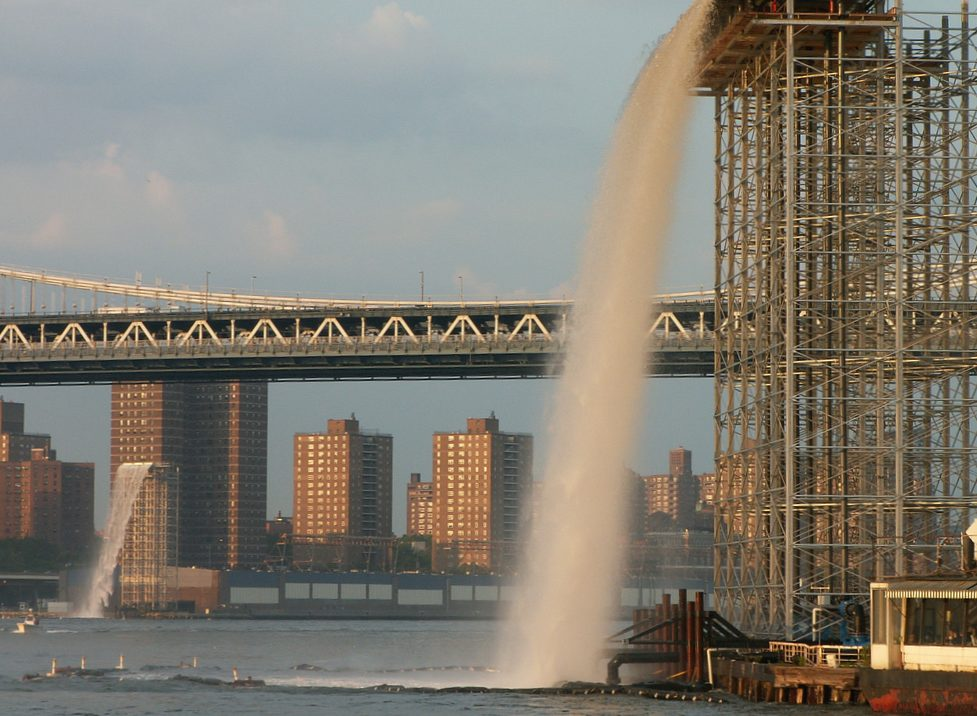
Cascade sous le pont de Brooklyn. Le pont en arrière-plan est le pont de Manhattan.

New York City Waterfalls est un projet d'art public de l'artiste Olafur Eliasson, en collaboration avec le Public Art Fund. Il se compose de quatre cascades artificielles placées autour de New York le long de l'East River. Le plus célèbre était le pont de Brooklyn dans le bas de Manhattan,. Avec 15,5 millions de dollars, il s'agit du projet d'art public le plus coûteux depuis l'installation de The Gates à Central Park par Christo et Jeanne-Claude. Les chutes d'eau ont officiellement commencé à couler le 26 juin 2008. Elles ont fonctionné de 7 h à 22 h (sous éclairage après le coucher du soleil), jusqu'au 13 octobre 2008. Elles mesuraient trente mètres de haut et se déversaient au rythme de 132 m3 par minute.   

## Contexte

### Emplacement et construction

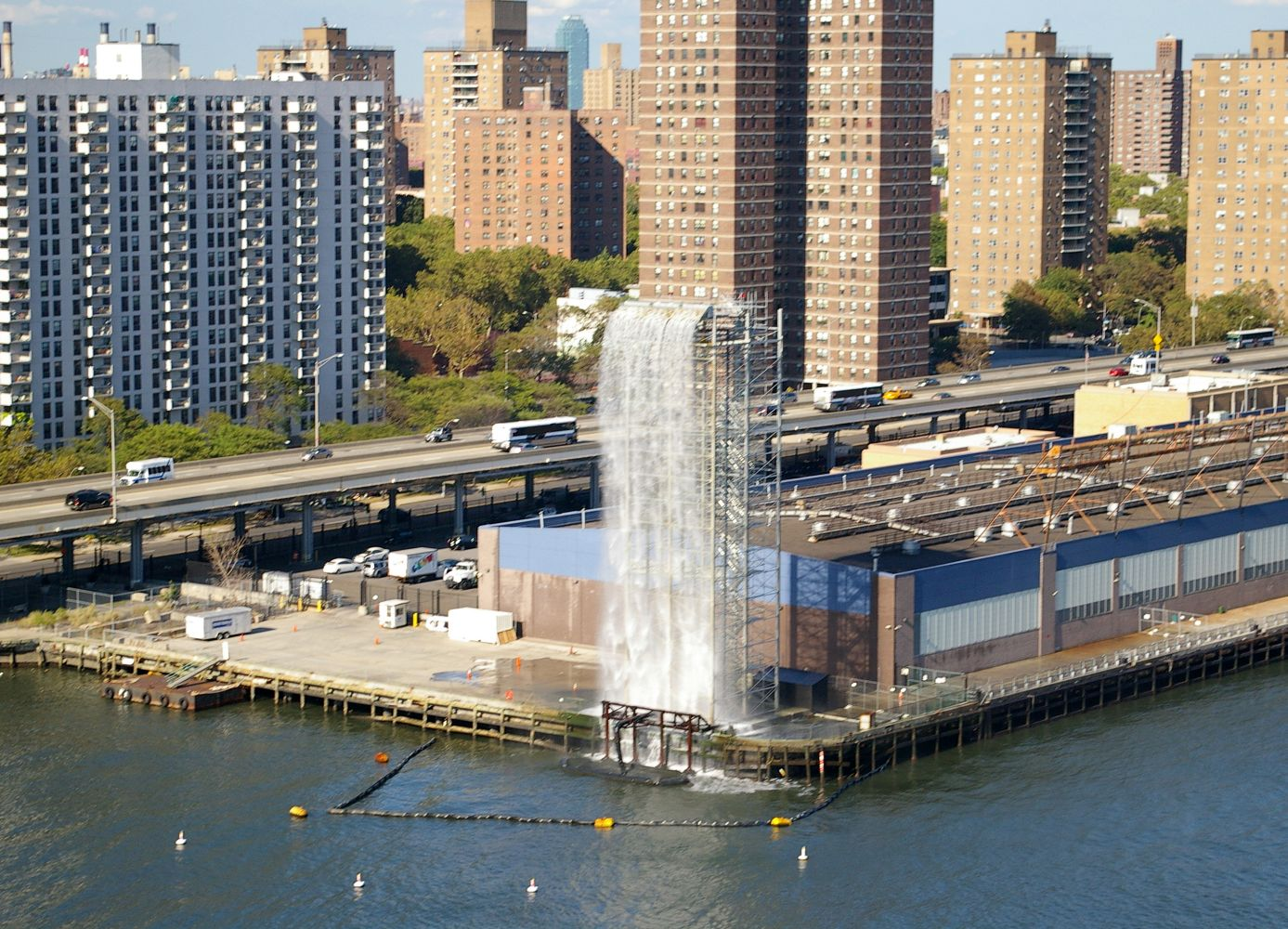
La cascade du Quai 35.

Les sites choisis pour les quatre cascades étaient le quai 35 de l'Esplanade[pas clair] de l'East River à Manhattan ; sous le pont de Brooklyn à DUMBO entre les piliers quatre et cinq, également à Brooklyn et Governors Island.    
Les travaux de montage des quatre échafaudages de soutien ont commencé à la mi-mars 2008. Sur le rivage de Governors Island, les équipes de construction ont utilisé des pieux[pas clair] pour fixer l'échafaudage en place. Cette méthode n'a pas été utilisée dans les autres endroits pour diverses raisons, notamment les effets des vibrations dans les tunnels[pas clair] pour les voitures et le métro[pas clair]. Une fois terminé, l'échafaudage pèse 270 tonnes. Eliasson a déclaré que les échafaudages eux-mêmes étaient conçus pour se fondre dans leur environnement urbain, mais qu'il n'avait pas délibérément essayé de les cacher, expliquant qu'il « voulait que les gens sachent qu'il s'agit à la fois d'un phénomène naturel et culturel. ».    
La construction a nécessité le travail de 108 personnes différentes, dont deux consultants en environnement. L'installation a été conçue pour être écologique. Ainsi elle met en œuvre un éclairage LED économe en énergie par les concepteurs et fabricants d'éclairage LED basés aux États-Unis (Boca Flasher Inc.), l'énergie achetée à partir de sources renouvelables et les filtres utilisés pour préserver la vie aquatique. À la clôture du projet, les matériaux devaient être mis à disposition pour être réutilisés dans un futur projet.   
Le projet de plus de quinze millions de dollars n'a reçu aucun financement public de la ville et a été entièrement financé par 120 donateurs privés, des entreprises et des donateurs[pas clair]. La société du maire[pas clair] Michael Bloomberg, Bloomberg LP, a fait un don de 13,5 millions de dollars. Estimant que les chutes d'eau pourraient générer jusqu'à 55 millions de dollars pour l'économie locale, la Lower Manhattan Development Corporation a donné deux millions de dollars pour l'aménagement de l'œuvre.

## Impact environnemental
Les arbres et les arbustes le long de la promenade de Brooklyn Heights ont été endommagés par l'eau salée soufflée dans les parcs lors des tempêtes. Plusieurs mesures ont été prises pour résoudre ce problème, notamment la réduction du temps de fonctionnement à 50 heures par semaine au lieu du 101 à l'origine. Au pont de Brooklyn, le propriétaire de The River Café s'est plaint d'avoir perdu des clients et le remplacement d'usines en raison des vents sur les chutes. La Brooklyn Heights Association avait demandé au comité de supprimer les chutes après la fête du Travail, au lieu de la date d'origine ; cependant, elle n'a reçu aucune réponse. 